# Ursula Schöler
Ursula Schöler (* um 1952) ist eine deutsche Tischtennisspielerin mit aktiver Zeit vorwiegend in den 1970er Jahren. Bei der Deutschen Meisterschaft 1973 gewann sie eine Bronzemedaille im Doppel.

## Werdegang
Ursula Schöler begann mit dem Tischtennissport Mitte der 1960er Jahre bei einem Verein in Pinneberg, wechselte dann zum Kummerfelder SV und schließlich 1970 zu Holstein Quickborn. Früh zeigte sich ihr Talent: 1970 und 1971 erreichte sie bei den Deutschen Mädchenmeisterschaften das Endspiel im Doppel, jeweils mit Kirsten Krüger. 1970 nahm sie an der Jugend-Europameisterschaft in Teesside teil, im gleichen Jahr gewann sie das Bundesranglistenturnier der Juniorinnen.
Ihr größter Erfolg bei den Erwachsenen war der Gewinn der Bronzemedaille im Doppel zusammen mit Monika Block bei der Deutschen Meisterschaft 1973 in München.